# Stanley Roman
Stanley Roman (Punalur, Kerala, Índia, 4 de junho de 1941) é um clérigo indiano e bispo católico romano emérito de Quilon.
Stanley Roman recebeu o Sacramento da Ordem em 16 de dezembro de 1966.
Em 16 de outubro de 2001, o Papa João Paulo II o nomeou Bispo de Quilon. O bispo emérito de Quilon, Joseph Gabriel Fernandez, o consagrou bispo em 16 de dezembro do mesmo ano; Os co-consagradores foram o Arcebispo de Trivandrum, Maria Callist Soosa Pakiam e o Bispo de Punalur, Mathias Kappil.
O Papa Francisco aceitou sua aposentadoria em 18 de abril de 2018.